# Luché-sur-Brioux

Luché-sur-Brioux este o comună în departamentul Deux-Sèvres, Franța. În 2009 avea o populație de 140 de locuitori.